# みな殺しの歌より 拳銃よさらば!
『みな殺しの歌より 拳銃よさらば!』（みなごろしのうたより けんじゅうよさらば）は、1960年11月29日に公開された日本のアクション映画。東宝スコープ・モノクロ・87分。
原作は大藪春彦のハードボイルド小説『みな殺しの歌』。小説は『みな殺し～』を第1部とし、第2部『凶銃ワルサーP38』で物語が完結している。シナリオ執筆は寺山修司、監督は大藪のデビュー作『野獣死すべし』（仲代達矢主演）も監督した須川栄三。原作とは別作品といっていいほど内容は乖離している。

## あらすじ
衣川恭介の兄が殺された。恭介が手にしたのは、ヒトラーも愛用した“凶銃”ワルサーP38。その魔性の銃が恭介を復讐鬼へと変貌させ、血がふきすさぶ戦いの場へと誘うのだった。

## キャスト
- 衣川恭介：水原弘
- 衣川耕三：平田昭彦
- 衣川真美子：島崎雪子
- 由利子：北あけみ
- 坪田：仲代達矢
- 舟橋：田武謙三
- 小田：有木山太
- 高橋：宮口精二
- 大村：仲谷昇
- 田辺：丹波哲郎
- サリー：岸田今日子
- のぶ：中北千枝子
- 伊津久：八色賢典
- 佐野刑事：松本染升
- 岡島主任：西条悦朗
- 木谷：天本英世
- 仁太：八木沢武治
- 夜の女：宮田芳子
- 波岡：ジェリー藤尾

## 同時上映
『第六の容疑者』
- 原作：南條範夫 / 脚本：高岩肇 / 監督：井上梅次 / 主演：三橋達也 / 宝塚映画作品